# 佐紀石塚山古墳

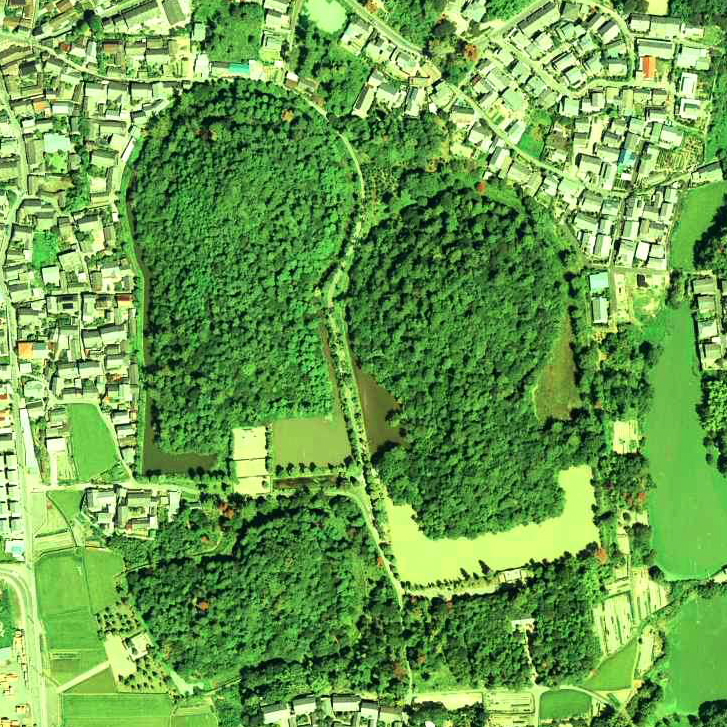
佐紀石塚山古墳（左上）、佐紀陵山古墳（右上）、佐紀高塚古墳（左下）（1979年）

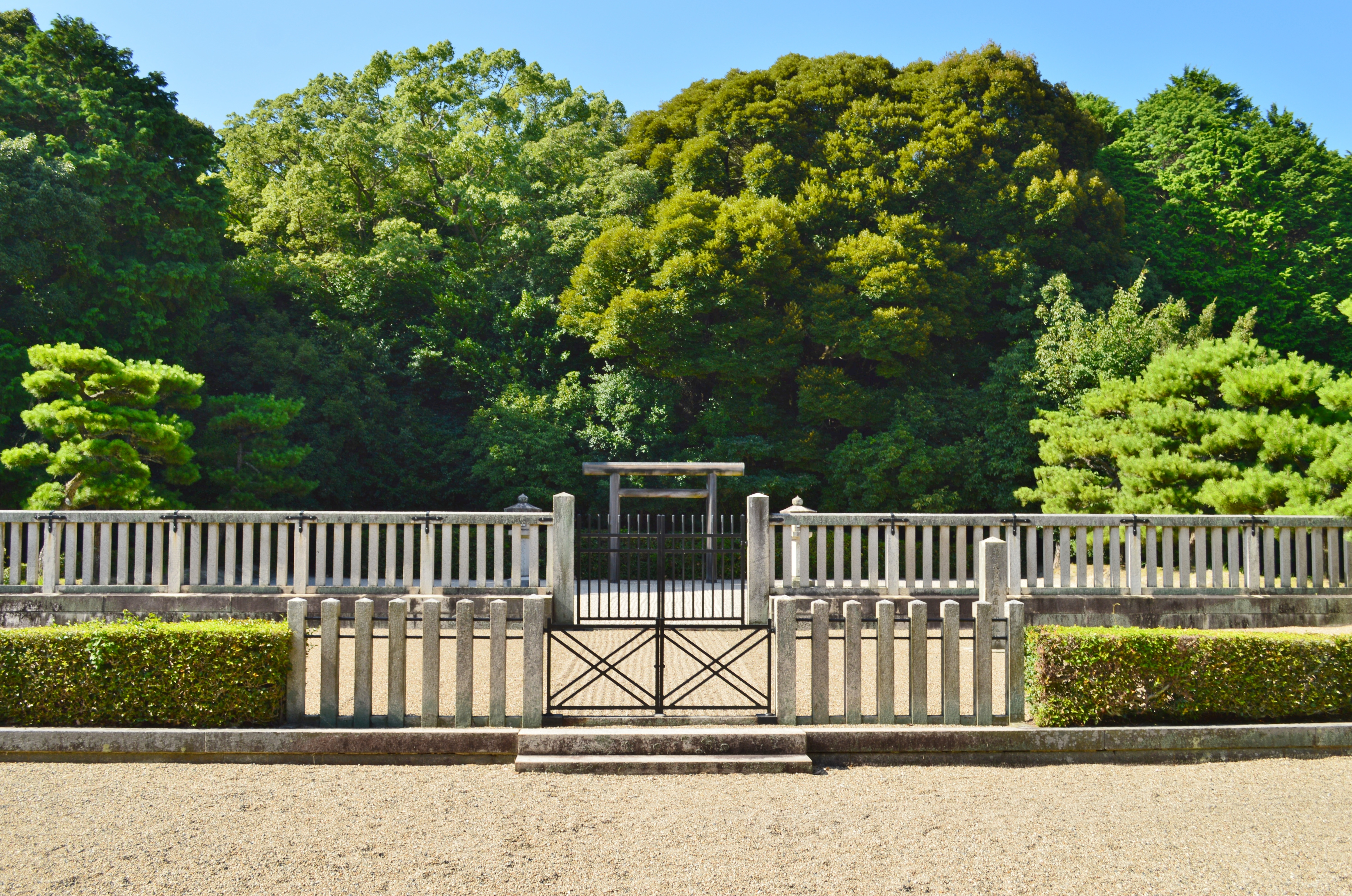
成務天皇狭城盾列池後陵 拝所

佐紀石塚山古墳（さきいしづかやまこふん）は、奈良県奈良市山陵町字御陵前にある古墳。形状は前方後円墳。佐紀盾列古墳群を構成する古墳の1つ。
実際の被葬者は明らかでないが、宮内庁により「狭城盾列池後陵（さきのたたなみのいけじりのみささぎ、狹城盾列池後陵）」として第13代成務天皇の陵に治定されている。

## 概要
佐紀陵山古墳（伝日葉酢媛命陵）の西に接する前方後円墳で、墳丘は南面している。全長218.5メートル、後円部の径132メートル、高さ19メートル、前方部は幅121メートル、高さ16のメートル規模である。墳丘は三段に築成され、葺石が多用されているために石塚山古墳の名がある。

### 周濠
前方部の前面をのぞいて、周濠の幅は全体に狭いが、ことに東側では極端に狭く、佐紀陵山古墳（日葉酢媛命陵）の後円部の周濠が当古墳のくびれ部にくいこんだ状況である。佐紀陵山古墳が先に築造されていたためであろうが、どのような理由から、このように接近させて古墳を築造させたのか不明である。佐紀陵山古墳との時期差は数十年の差はないようであるので、両古墳の被葬者には親族関係など特別な関係が存在したのかも知れない。周濠外には、北から東北にかけて3基の陪塚があって、順次い号、ろ号、ほ号と名付けられている。

### 石室
江戸時代の記録によると、後円部に竪穴式石室と長持形石棺があることが推定される。また鏡、玉、剣などが盗掘されたらしいが、詳細については不明である。

### 被葬者
佐紀石塚山古墳は成務天皇陵に治定されているが、「続日本後紀」によると神功皇后の狭城盾列後陵と間違えられた時期がある。843年（承和10年）、奇異があることにより、改めて北を神功皇后陵、南を成務天皇陵と決められたことが記録されている。

### 平安時代と江戸時代の盗掘事件
扶桑略記には1063年（康平6年）、興福寺僧の静範らが成務天皇陵の副葬品を盗掘し、事件が露見し連座した16人が流刑になった事件を記している。これは、御陵に関する記録としては珍しいものである。また、時代が下って1844年（天保15年）と1848年（嘉永元年）にも盗掘を受け、石棺から多数の勾玉が持ち出され、奈良奉行所が取り調べた記録があるという。奈良奉行所の記録によると、同じ時期に付近の五社神古墳や宝来山古墳も盗掘に受け、付近の住人ら12名が佐紀石塚山古墳を含めた3箇所の古墳の盗掘犯として捕らえられた。首謀者とみられる4人は獄死し、これら4名の遺体は塩詰にして奈良市中を引き回しの上、磔に処せられたという。幕末の公武合体推進のために陵墓の整備を進めていた幕府が、見せしめとして犯人を厳罰に処したことが窺える。

### 築造時期
佐紀陵山古墳など他古墳との位置関係や墳丘の形から古墳時代前期末頃に属するのではないかと考えられている。